# Vossenburg (waterschap)
De Vossenburg is een voormalig waterschap in de provincie Groningen.
In 1954 ging het Drentse deel van het interprovinciaal waterschap Zuidlaren-Hoogezand op in de Oostermoerse Vaart. Het Groninger deel leidde daarna een sluimerend bestaan, tot uiteindelijk in 1962 Vossenburg werd opgericht. Feitelijk inde het schap alleen de lasten, die moeten worden betaald om via Drenthe af te wateren op de Hunze.
Waterstaatkundig gezien ligt het gebied sinds 2000 binnen dat van het waterschap Hunze en Aa's.